# FC Maiak Chirsova
FC Maiak Chirsova este un club de fotbal din Chirsova, Republica Moldova. Clubul a fost fondat în 1952 și în prezent evoluează în Divizia "B" Sud.

## Istoric evoluții

| Sezon   | Divizia         | Poz.  | M  | V  | R | Î  | GM | GP  | P  | Cupă   |  | Antrenor       |
| ------- | --------------- | ----- | -- | -- | - | -- | -- | --- | -- | ------ |  | -------------- |
| 1999–00 | Divizia "A"     | 11/16 | 26 | 7  | 4 | 15 | 26 | 46  | 25 | ?      |  | Ivan Zlatovcen |
| 2000–01 | Divizia "A"     | 16/16 | 30 | 3  | 3 | 24 | 18 | 82  | 12 | ?      |  | Ivan Zlatovcen |
| 2003–04 | Divizia "A"     | 16/16 | 30 | 0  | 0 | 30 | 7  | 121 | 0  | ?      |  | Ivan Zlatovcen |
| 2007–08 | Divizia "B" Sud | 8/9   | 16 | 5  | 0 | 11 | 22 | 50  | 15 | 1st PR |  | Ivan Zlatovcen |
| 2008–09 | Divizia "B" Sud | 9/13  | 24 | 7  | 4 | 13 | 37 | 56  | 25 | 1st PR |  | Ivan Zlatovcen |
| 2009–10 | Divizia "B" Sud | 5/14  | 26 | 13 | 3 | 10 | 54 | 39  | 42 | ?      |  | Ivan Zlatovcen |
| 2010–11 | Divizia "B" Sud | 2/10  | 18 | 11 | 2 | 5  | 38 | 27  | 35 | 1st PR |  | Ivan Zlatovcen |
| 2011–12 | Divizia "B" Sud | 1/10  | 18 | 13 | 3 | 2  | 44 | 23  | 42 | 1st PR |  | Ivan Zlatovcen |
| 2012–13 | Divizia "A"     | 15/16 | 28 | 3  | 2 | 23 | 34 | 123 | 11 | 1st    |  | Ivan Zlatovcen |

## Palmares
- Divizia "B" Sud

Câștigătoare (1): 2011-12
Locul 2 (1): 2010-11

## Legături externe
- Official website Arhivat în 16 august 2012, la Wayback Machine.
- Unofficial website[nefuncțională – arhivă]
 ru
- FC Maiak la Soccerway.com
- FC Maiak Arhivat în 7 aprilie 2014, la Wayback Machine. la weltfussballarchiv